# Современное пятиборье на летних Олимпийских играх 1936
Соревнования по современному пятиборью на Летних Олимпийских играх 1936 года проводились только в личном первенстве. В отсутствие международной федерации соревнования по современному пятиборью организовывал подкомитет МОК. В соревнованиях участвовали 42 спортсмена из 16 стран, в том числе один гражданский — представлявший Грецию Александрос Балтацис-Маврокорлатис. Порядок составляющих дисциплин остался неизменным по сравнению с Играми 1932 года: конкур, фехтование, стрельба, плавание и бег, каждой дисциплине был отведён один день (со 2 по 6 августа). Также не изменилась и система начисления баллов — сумма очков за места в отдельных дисциплинах.

## Медалисты
| Дисциплина | Золото                    | Серебро            | Бронза               |
| ---------- | ------------------------- | ------------------ | -------------------- |
| Мужчины    | Готтхард Хандрик Германия | Чарльз Леонард США | Сильвано Абба Италия |